# Bombus humilis
Bombus humilis  (лат.) — вид шмелей.

## Описание
Самки и рабочие: голова несколько удлиненная, широко закругленная на затылке. Верхняя губа прямоугольной формы; мандибулы сильно изогнуты, при сближении перекрываются. На спинке, кроме ржаво-коричневых волосков, имеются чёрные. Задние голени имеют шпоры, по краям с длинными волосками, образующими «корзинку».
Самцы: голова треугольной или почти округлой формы. Спинка целиком покрыта в жёлтыми или рыжими волосками. Жало отсутствует, но имеются клешневидные темно-коричневые гениталии.

## Ареал
Обитает в большинстве стран Европы к западу от России, за исключением Ирландии и Исландии. Также встречается в Турции, на тибетском плато и в северном Китае.

## Биология
Гнездование наземное или подземное. Вылет самок после зимовки поздний — начинается во второй декаде мая. Местообитание: сосновые и светлые лиственные леса, луга. Минимальное среднее расстояние, на которое B. humilis осуществляет фуражировочные вылеты, составляет 475 метров. 